# Tony Grealish
Pour les articles homonymes, voir Grealish.
Tony Grealish est un footballeur international irlandais né le 21 septembre 1956 à Paddington (Angleterre) et mort le 23 avril 2013 à Ilfracombe (Angleterre), évoluant au poste de milieu de terrain.

## Biographie
Né en Angleterre de parents irlandais, Tony Grealish compte 45 sélections en équipe de république d'Irlande de football où il sera capitaine, marquant 8 buts.
Il ne joue que dans des clubs anglais durant sa carrière, de 1974 à 1995 (Leyton Orient, Luton Town, Brighton & Hove Albion, West Bromwich Albion, Manchester City, Rotherham United, Walsall et Bromsgrove Rovers) ; il est notamment le capitaine de Brighton lors de la finale de la Coupe d'Angleterre de football 1982-1983 perdue face à Manchester United.
Il meurt des suites d'un cancer à l'âge de 56 ans. Le rappeur Example est le neveu de Tony Grealish.

## Sources
- (en) Stephen McGarrigle, The Complete who's who of Irish international football : 1945-1996, Edimbourg, Mainstream Publishing, octobre 1996, 237 p. (ISBN 1-85158-894-9), p. 83-84